# Гіллсвілл (Вірджинія)
Гіллсвілл (англ. Hillsville) — місто (англ. town) в США, в окрузі Керролл штату Вірджинія. Населення — 2884 особи (2020).

## Географія
Гіллсвілл розташований за координатами 36°45′45″ пн. ш. 80°44′1″ зх. д. / 36.76250° пн. ш. 80.73361° зх. д. (36.762595, -80.733630).  За даними Бюро перепису населення США в 2010 році місто мало площу 23,02 км², з яких 23,00 км² — суходіл та 0,03 км² — водойми. В 2017 році площа становила 25,25 км², з яких 25,22 км² — суходіл та 0,03 км² — водойми.

## Демографія
Згідно з переписом 2010 року, у місті мешкала 2681 особа в 1246 домогосподарствах у складі 728 родин. Густота населення становила 116 осіб/км².  Було 1474 помешкання (64/км²).
Расовий склад населення:
| - 97,4 % — білих - 0,7 % — азіатів - 0,6 % — чорних або афроамериканців - 0,2 % — корінних американців - 0,1 % — вихідців з тихоокеанських островів |

До двох чи більше рас належало 0,7 %. Частка іспаномовних становила 2,3 % від усіх жителів.
За віковим діапазоном населення розподілялося таким чином: 20,3 % — особи молодші 18 років, 55,0 % — особи у віці 18—64 років, 24,7 % — особи у віці 65 років та старші. Медіана віку мешканця становила 46,6 року. На 100 осіб жіночої статі у місті припадало 84,8 чоловіків;  на 100 жінок у віці від 18 років та старших — 81,5 чоловіків також старших 18 років.
Середній дохід на одне домашнє господарство  становив 39 850 доларів США (медіана — 30 008), а середній дохід на одну сім'ю — 49 063 долари (медіана — 44 620). За межею бідності перебувало 21,9 % осіб, у тому числі 15,7 % дітей у віці до 18 років та 11,6 % осіб у віці 65 років та старших.
Цивільне працевлаштоване населення становило 1259 осіб. Основні галузі зайнятості: роздрібна торгівля — 16,9 %, освіта, охорона здоров'я та соціальна допомога — 16,8 %, виробництво — 14,5 %, мистецтво, розваги та відпочинок — 12,5 %.